# Leucopis ulmicola
Leucopis ulmicola är en tvåvingeart som beskrevs av Tanasijtshuk 1986. Leucopis ulmicola ingår i släktet Leucopis och familjen markflugor.
Artens utbredningsområde är Uzbekistan. Inga underarter finns listade i Catalogue of Life.